# Animal Serenade
Animal Serenade je koncertní album amerického rockového kytaristy a zpěváka Lou Reeda, vydané v roce 2004.

## Seznam skladeb
Všechny skladby napsal Lou Reed, pokud není uvedeno jinak.

### Disk1
1. „Advice“ (2:07)
2. „Smalltown“ (Reed, John Cale) (6:04)
3. „Tell It to Your Heart“ (6:03)
4. „Men of Good Fortune“ (4:27)
5. „How Do You Think It Feels?“ (8:09)
6. „Vanishing Act“ (5:31)
7. „Ecstasy“ (7:09)
8. „The Day John Kennedy Died“ (4:04)
9. „Street Hassle“ (6:59)
10. „The Bed“ (5:15)
11. „Reviens Cherie“ (Fernando Saunders) (7:12)
12. „Venus in Furs“ (10:02)

### Disk2
1. „Dirty Blvd.“ (6:54)
2. „Sunday Morning“ (Reed, John Cale) (5:04)
3. „All Tomorrow’s Parties“ (6:18)
4. „Call on Me“ (2:45)
5. „The Raven“ (9:33)
6. „Set the Twilight Reeling“ (9:08)
7. „Candy Says“ (6:04)
8. „Heroin“ (9:11)

## Obsazení
- Lou Reed – zpěv, kytara
- Mike Rathke – kytara, syntezátor
- Fernando Saunders – baskytara, bicí, kytara, zpěv
- Jane Scarpantoni – violoncello
- Antony Hegarty – zpěv, doprovodný zpěv